# АПВ (провід)
Провід АПВ монтажний установочний з алюмінієвою жилою і ізоляцією із ПВХ пластиката застосовують для електричних установок при прокладці в силовій або освітлювальній мережі, а також при монтажу електрообладнання, механізмів, верстатів і машин на номінальну напругу до 450В і частотою струму до 400Гц або постійною напругою до 1000В.
Провід АПВ прокладають в трубах із сталі, в каналах будівельних конструкцій, а також на лотках.

## Будова
Провід АПВ складається із однопроволочної або багатопроволочної алюмінієвої жили покритої ізоляцією із ПВХ пластикату.
Ізоляція може бути різних кольорів, суцільна або з нанесенням двох поздовжніх смуг на ізоляції натурального кольору, розміщених діаметрально. Для проводів АПВ для заземлення використовується зелено-жовте забарвлення.

## Технічні характеристики
- Зберігає працездатність при температурі навколишнього середовища від −50 до +70 °C.
- Стійкий відносно 100% вологості повітря при температурі +35 °C.
- Провід АПВ стійкий до плісняви і грибків, механічних ударів і вібрацій.
- Не розповсюджує горіння.
- Монтаж провода здійснюється при температурі не менше −15 °C.
- Радіус згину провода при його монтажу не менше 10 діаметрів.